# Белоусов, Дмитрий Васильевич
Дми́трий Васи́льевич Белоу́сов (1863 — ?) — управляющий пароходством, депутат Государственной думы I созыва от Олонецкой губернии.

## Биография
По происхождению из крестьянин деревни Падмозеро Петрозаводского уезда Олонецкой губернии. (В издании Сытина назван «рядовым крестьянином Толвуйской волости»). Обучался в земской школе, по другим сведениям грамоте обучался дома. Служил управляющим пароходством И. Конецкого по реке Свирь.
26 марта 1906 избран в Государственной думы I созыва от съезда уполномоченных от волостей. В Думу вошёл, как беспартийный. Политическая позиция описывалась как «умеренный». В процессе работы Думы стал членом фракции октябристов.
Дальнейшая судьба и дата смерти неизвестны.